# Olimpiai játékok

Az Olimpiai játékok ötkarikás szimbóluma, melyet a modernkori olimpiai játékok alapítója, Pierre de Coubertin báró, a modern olimpiai eszme elindítója tervezett 1913-ban. Valószínűleg az öt kontinenst, míg egy másik magyarázat szerint a sport alapelveit szimbolizálják: szenvedély, hit, győzelem, munkaerkölcs, sportszerűség.

Az olimpiai játékok több sportágat magába foglaló nemzetközi eseménysorozat az ókori olümpiai játékok mintájára. Az újkori olimpiai játékok sora – az ókori olümpiák mintájára, 1503 év elteltével – 1896-ban Athénban kezdődött el, és minden olimpiád elején tartották meg. Az eseménysorozatot egészen 1920-ig csak nyáron rendezték meg. Az első téli olimpiát 1924-ben Franciaország Chamonix nevű városa szervezhette. A nyári és a téli olimpiai játékokat 1992-ig egy éven belül rendezték, 1994-től a nyári játékok az olimpiád első, a téli játékok pedig az olimpiád harmadik évében vannak.
Az első ókori olümpiai játékokat (görögül: Ολυμπιακοί Αγώνες [olimpiákoj agónész] (segítség·infó)) i. e. 776-ban tartották a görögországi Olümpiában, és egészen i. sz. 393-ig rendezték meg, de ekkor Nagy Theodosius császár a kereszténység végleges megszilárdítása érdekében minden pogány rendezvényt betiltott, így az olümpiai játékokat is beszüntette – közel 11 évszázados fényes múlt után. Az olimpiai játékok felélesztésének a gondolata Panajótisz Szúcosz görög költő és újságíró fejében fordult meg először 1833-ban, amit a „Halottak párbeszéde” című versében is megfogalmazott. Az első újkori, olimpiára emlékeztető rendezvény Evangélisz Zápasz anyagi támogatásával 1859-ben jött létre. Ő állta a Pánhellén Stadion felújítási költségeit is, és ott rendezték meg a hasonló 1870-es és 1875-ös játékokat is. Ezt szerte a világon újságokban és közleményekben tudatták az emberekkel, a London Review például azt írta, hogy „az olümpiai játékok, melyeket évszázadokra abbahagytak, ismételten elkezdődtek! Valóban meglepő hír…, hogy a klasszikus ókori játékokat Athén mellett újra felébresztették.”
A Nemzetközi Olimpiai Bizottság (NOB) 1894-ben jött létre a francia Pierre de Frédy, Baron de Coubertin kezdeményezésére. A NOB lett az „olimpiai mozgalom” szíve, az egymás után alakuló nemzeti olimpiai szervezetek összefogója. Ahogy az olimpiai mozgalom nőtt, kialakult a szerkezete, összetettsége. Az olimpia hármas jelszava: Citius Altius Fortius (Gyorsabban Magasabbra Erősebben) lett. Az egymást követő olimpiai játékokon folyamatosan emelkedett a részt vevő nemzetek száma, mígnem a létező országok nagy része már képviselte magát az eseményen. A híradástechnika fejlődése nyomán a közönség is egyre nagyobb érdeklődéssel fordult a játékok felé, így vált az olimpia a legnézettebb televíziós sporteseménnyé, de a helyszíneken is mindig tömött lelátók előtt zajlanak a versenyek. Az olimpiai mozgalom fejlődése egy idő után már az esemény megrendezésében okozott gondokat, ezért a NOB a megrendezésre kerülő sportágak számát és a részt vevő sportolók létszámát is korlátozni kénytelen, ez utóbbi miatt vezették be a kvalifikációs rendszert. A 2008-as nyári, a pekingi játékokon összesen 28 sportág 34 szakágának 302 versenyszáma szerepelt, míg a 2010-es téli, a vancouveri olimpián 7 sportág 15 szakágának 86 versenyszámát bonyolították le.
Az újkori olimpiai játékok története során olyan új hagyományok épültek be a rendezvényekbe, mint a nyitó- és a záróünnepségek megrendezése vagy az érmek átadásának ünnepélyes volta. Az olimpia népszerűsége különböző problémákat is hozott magával, például a politikai és a gazdasági szektor mind erőteljesebb beavatkozási szándékait, a terrorizmus megjelenését, a korrupciót stb.

## Olimpiád
Az olimpiád fogalma a pánhellén játékok (olümpiai játékok, püthói játékok, iszthmoszi játékok és a nemeai játékok) tiszteletére alakult ki, mint a sportban használatos időszak. Felöleli a két olümpia között eltelt négy évet, miközben minden évben máshol rendeztek versenyeket. Korunkban időnként használják magára az olimpiai évre (amikor a téli vagy nyári olimpiát rendezik) is.

## Az ókori olümpiai játékok

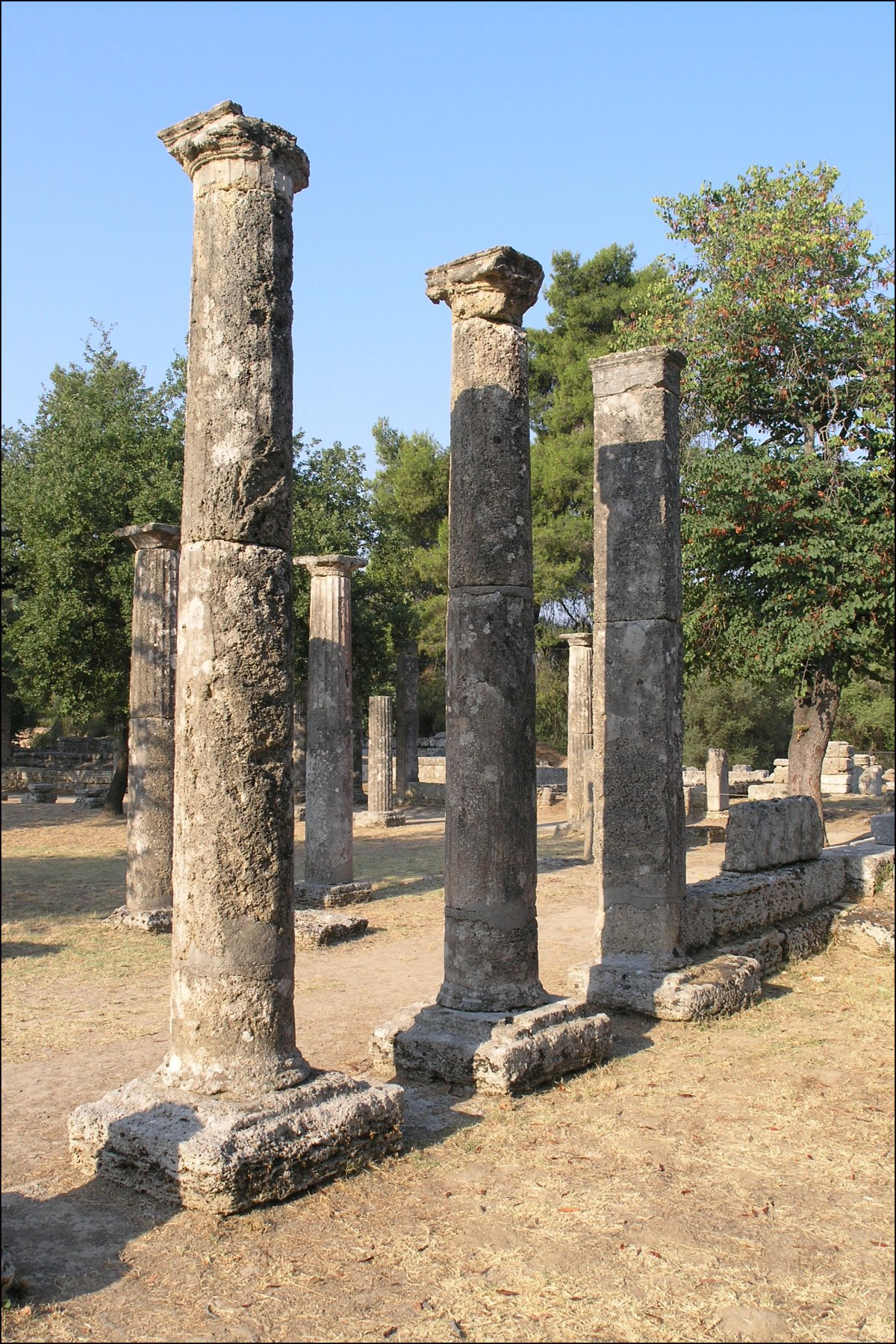
Az atléták itt edzettek a versenyekre

Az olümpiai játékok eredetét mítoszok sora lengi körbe, de ezek mind megegyeznek abban, hogy a játékok isteni eredetűek. Az egyik szerint Zeusz nevéhez fűződik az olimpiai játékok megalapítása, mert itt birkózott meg apjával, Kronosszal az isteni trónért.
Egy másik mondakör szerint Pelopsz volt az alapító, aki egy győztes kocsiversenyt vívott Oinomaosszal, Pisza királyával, és így nyerte el a szépséges királylány, Hippodameia kezét. A harmadik mondakör szerint Héraklész az olimpiai játékok szülőatyja, aki egyik próbatétele – Augeiasz istállójának kitakarítása – után bosszúból elfoglalta Éliszt, és a győztes zsákmányából alapította meg Olümpiában a versenyeket. Bárki is volt az alapító istenség, felépítette az olümpiai sztadiont és a környező építményeket, majd megállapította a „sztadion” versenytávját (görög: στάδιον, latin: stadium), amelynek nagysága Olümpiában 184,97 m volt (más görög városállamokban ettől eltérő méretű volt, például Athénban 192,27 m, Delphoiban 177,55 m). Egyébként 1 sztadion=6 plethron=600 pusz (görög láb).
Az első olümpiai játékokat i. e. 776-ban jegyezték fel, bár valószínű, hogy már korábban is folytak sportversenyek, ezt követően általában négyévente rendezték meg. A két olümpia között eltelt időt olümpiádnak nevezték, ami egy idő után időszámítási alap is lett. Az ókori olümpiai játékok népszerűsége csak folyamatosan emelkedett, az i. e. 5. és 6. században érte el tetőpontját. A játékokban a vallásnak is jelentős szerepe volt, áldozatokat mutattak be és ünnepségeket celebráltak Zeusz (akinek óriási szobra Olümpiában állt) és az isteni hős, Olümpia mitikus királyának, Pelopsznak a tiszteletére. A játékokon szereplő sportágak és a versenynapok száma változó volt. A versenyek győzteseit nagy tisztelet övezte és versekkel, szobrokkal magasztalták. A leghíresebb ókori olimpikon, a krotoni birkózó Milón volt, az egyetlen, aki hat olimpián is tudott győzedelmeskedni; az időszámításunk előtti 6. században élt.

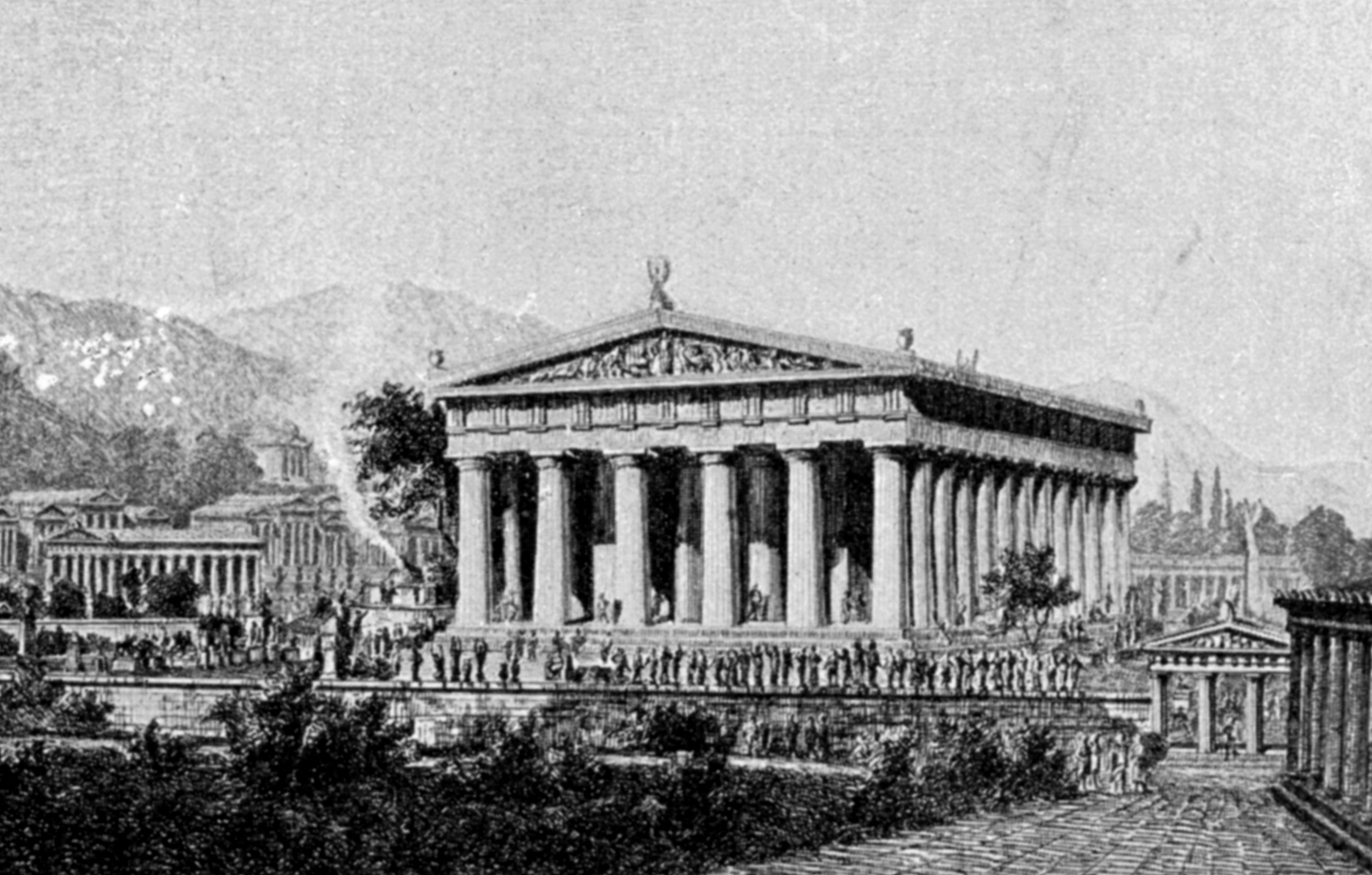
A Zeusz-templom rekonstruált képe

Mikor Róma terjeszkedni kezdett Görögország felé, a játékok már folyamatosan vesztettek jelentőségükből. Miután I. Theodosius római császár i. sz. 393-ban államvallássá nyilvánította a kereszténységet és betiltotta a pogány rendezvényeket, az olümpiai játékok is erre a sorsra kerültek. A játékokat legközelebb 1503 év múlva elevenítették fel újra.
Az ókori játékokon csak férfiak vehettek részt a versenyszámokban, és valamennyi sportoló meztelenül versenyzett az olimpián. A győzteseknek nem csak az első helyért járó dicsőség járt, hanem különböző jelképes díjakat is. Olümpiában olajfaágból, Püthóban babérből, Nemeában és Iszthmoszban vadzellerből font koszorúval is megkoronázták. Az olajág a remény és béke jelképe volt. Míg az olajág szimbóluma elért egészen az ókori játékoktól annak modern újjászületéséig, számos új olimpiai szimbólum is beépült az újkori olimpiai játékok történetébe. Például a lánghordozás az ókori olimpiai játékoknak nem volt része, noha az olimpiától függetlenül már akkoriban is rendeztek fáklyás váltófutásokat. Természetesen az ötkarikás zászló is új szimbólum, az ókori Görögországban nem használták, de az arany-, ezüst- és bronzérmek rendszere is új.

## Az olimpiai játékok újjászületése és az első újkori olimpia

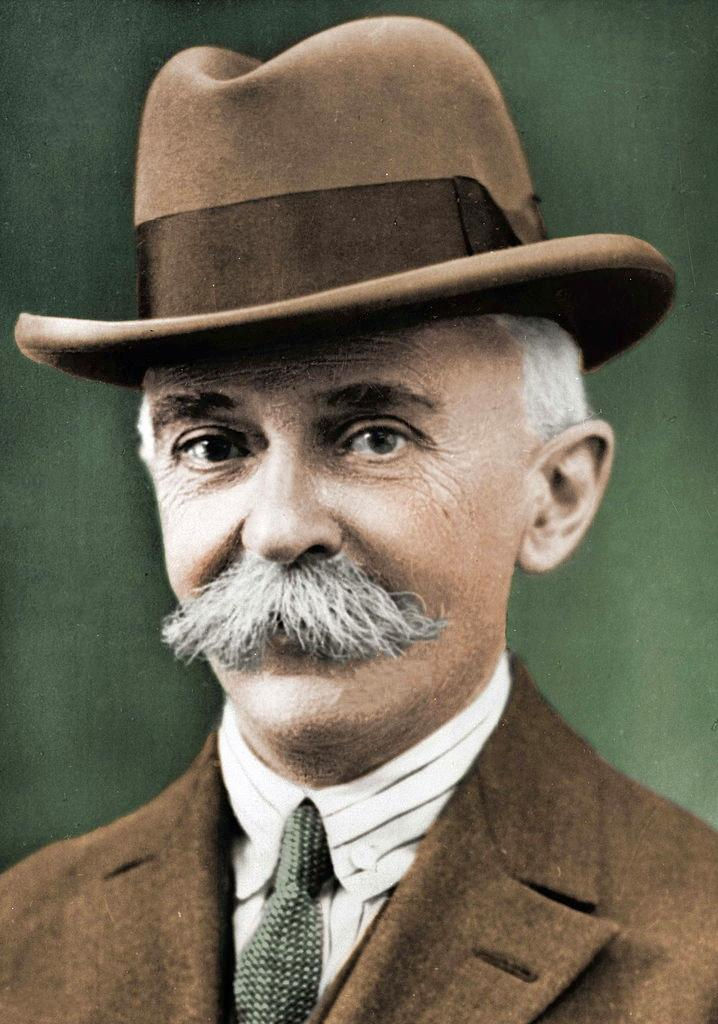
Pierre de Coubertin szerint a franciák hibája abban rejlett a porosz–francia háborúban, hogy nem fordítottak elegendő figyelmet a katonák fizikai erőnlétére, ám ezen a sport segítségével javítani szeretett volna és a férfias versengést, az atléták pontosan szabályozott, sportversenyeken nyújtott teljesítményeire szerette volna bízni

Bár a modern olimpiai játékok újjászületése a 19. század közepén kezdődött, már korábban is (a 17. században) rendeztek az olimpiára emlékeztető sporteseményeket (Cotswold Olimpick Games).
1833-ban a költő Panajótisz Szúcosz felvázolta egyik művében a játékok újjászületését. 1850-től az angliai Much Wenlockban új kezdeményezés indult „Olimpiai Csoport” néven. Később, 1859-ben „Wenlocki olimpiai játékok”-ra módosították a rendezvény nevét, majd „Wenlocki évi társadalmi olimpiai játékok” lett. A Wenlocki Olimpiai Társaságot 1860-ban alapították meg. A nagy-britanniai nemzeti olimpiai játékokat az alapító, William Penny Brooks szervezte meg 1866-ban a londoni a Crystal Palace-ban.
Ezalatt Athénban Evangélisz Zápasz, a gazdag görög sportbarát kezdeményezte a klasszikus ókori olimpiai játékok felelevenítését, és ehhez anyagi áldozatokat is vállalt. Az első ilyen olimpiai játékot 1859-ben, Athén főterén rendezték meg. Zápasz vállalta a Pánhellén Stadion felújítását, és az első stadionban megrendezett olimpiai versenyt már itt bonyolították le 1870-ben, melyet 1875-ben ismételten megrendeztek.

Az 1896-os nyitóünnepség

Az érdeklődés az olimpiai játékok nemzetközi eseménnyé való növelése iránt akkor nőtt meg, mikor egy német archeológus a 19. század közepén felfedezte az ókori Olümpia romjait. Ugyanekkor Pierre de Coubertin a porosz–francia háború (1870–1871) francia vereségének okait kutatta. Úgy vélte, a franciák hibája abban rejlett, hogy nem fordítottak elegendő figyelmet a katonák fizikai erőnlétére, ezen szerettek volna javítani. Coubertin arra is kereste a választ, hogyan hozhatja közelebb egymáshoz a nemzeteket, és hogy a fiatalok inkább versenyezzenek különféle sporteseményeken, mint háborúzzanak. 1890-ben részt vett a Wenlocki Olimpiai Társaság olimpiáján, és rájött, hogy az olümpiai játékok újraszervezésével el tudja érni céljait.

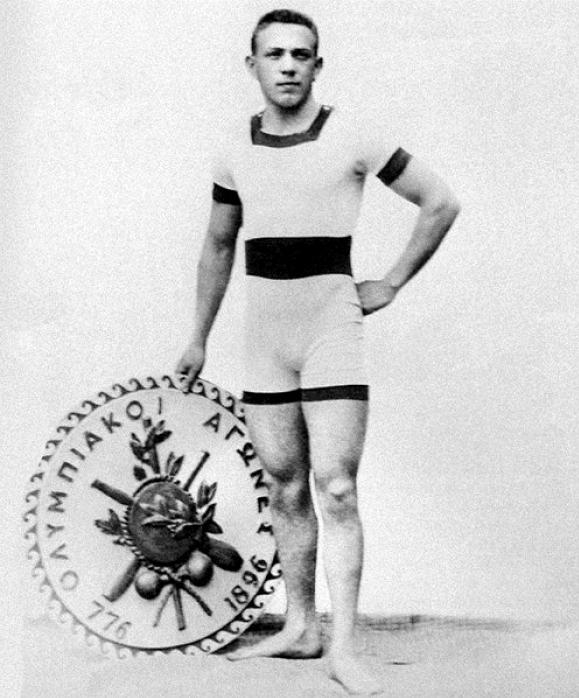
Hajós Alfréd, az első újkori olimpia első magyar bajnoka

Pierre de Coubertin Brookes és Zápasz ötleteire építette elképzeléseit. Célja az volt, hogy felújítsa a sportünnepet, ezért a Francia Atlétikai Sportegyesületek Szövetsége égisze alatt összehívott egy kongresszust, melyet 1894. június 16-ától 23-ig a párizsi Sorbonne egyetemen tartottak. Tizenhárom nemzet képviseltette magát a tanácskozáson, többek között Kemény Ferenc egri reáliskolai igazgató is. Coubertin ismertette elképzeléseit, döntést hoztak az olimpiai játékok felújításáról és az első olimpiai játékok helyszínéről: Athént, az esemény szülőföldjének fővárosát választották az olimpia házigazdájának. Megalapították a Nemzetközi Olimpiai Bizottságot (NOB), amelynek első elnöke a görög Dimítriosz Vikélasz lett, a további tagok pedig Pierre de Coubertin és Ernest Callot (Franciaország), Alekszej Butovszkij (Oroszország), William Milligan Sloane (Egyesült Államok), Viktor Balck (Svédország), Charles Herbert és Lord Ampthill (Nagy-Britannia), Kemény Ferenc (Magyarország), José Benjamín Zubiaur (Argentína), Jiří Guth-Jarkovský (Bohémia), D’Andria Caraffa és Mario Lucchesi-Palli (Olaszország), Maxime de Bousies (Belgium), Leonard Cuff (Új-Zéland) és Willibald Gebhardt (Németország) (utóbbit később választották be).
Az első NOB által rendezett olimpián kevesebb, mint 250 sportoló vett részt, ami a modern korban ugyan kevésnek számít, csakúgy, mint az olimpiai sportágak száma. Mindössze kilenc sportág szerepelt a programban: atlétika, birkózás, kerékpározás, sportlövészet, súlyemelés, tenisz, torna, úszás és vívás. E sportágak – a tenisz kivételével – 1896 óta megszakítás nélkül szerepelnek az olimpiai sportágak között.
A görög kormány és a nagyközönség egyaránt lelkesedéssel fogadta az olimpiát, azt gondolták, hogy a játékokat minden alkalommal Athénban bonyolítják le. A NOB másképp határozott, a következő helyszín a franciaországi Párizs volt. A párizsi olimpia volt az első, amelyen nő is versenybe szállhatott a győzelemért.

## A modern olimpiai játékok

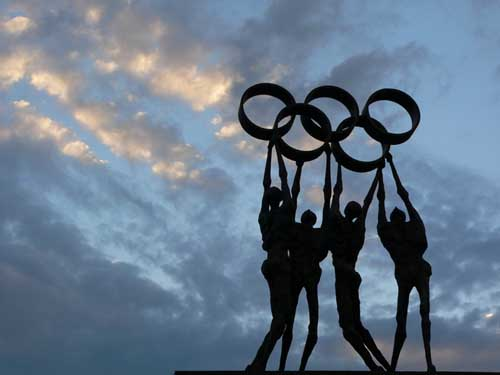
Szoborcsoport a Nemzetközi Olimpiai Bizottság lausanne-i székháza előtt

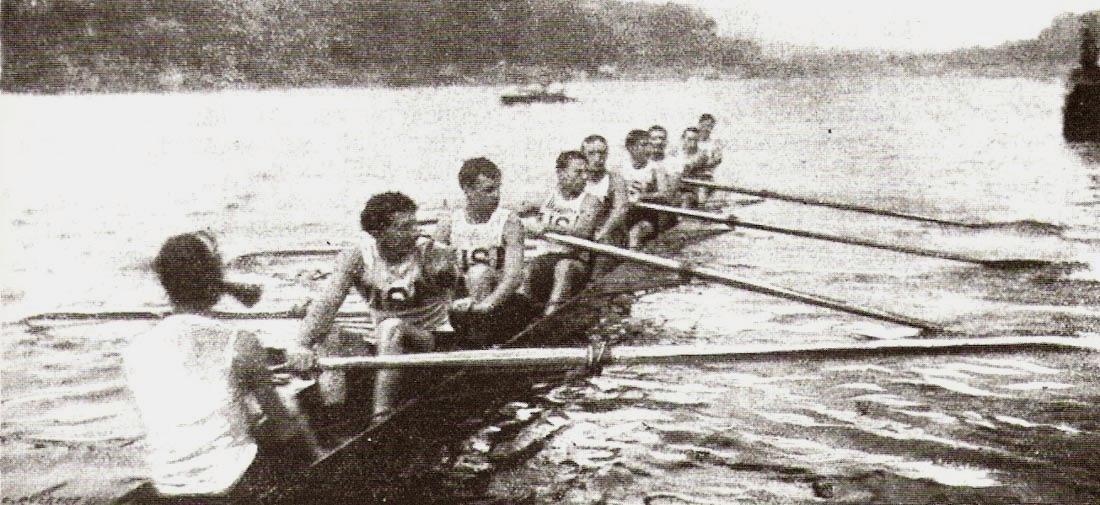
Az 1900. évi nyári olimpiai játékok amerikai nyolcas evezőscsapata

Az első olimpia sikere után a következő olimpiai játékok vesztettek erejükből. A párizsi 1900-as és st. louisi 1904-es ünnepeket háttérbe szorították a világkiállítások, melyeket az olimpiai játékokkal azonos helyen és időben tartottak meg. Az 1906-os nem hivatalos játékokat (azért nem hivatalos, mert ez volt a második rendezvény a harmadik olimpiádon belül) Athénban rendezték meg, első alkalommal az Athénban rendezett olimpiák között. Bár a NOB akkoriban elismerte és támogatta ezeket a játékokat, jelenleg ezek az olimpiák nem hivatalosak, mint olimpiai játékok, a NOB álláspontja szerint. Az 1906-os pánhellén játékokra a világ minden tájáról, széles körben érkeztek sportolók (1904-ben az atléták 80%-a amerikai volt) és nagymértékben növekedett az érdeklődés a közönség körében azáltal, hogy óriási változások mentek végbe mind a játékok méretét és népszerűségét illetően.
A kezdeti, 1896-os 14 ország 241 résztvevőjéről az olimpiai játékok versenyzőinek száma 2008-ra elérte a 205 ország 11 028 sportolóját.
A Téli Olimpiai játékok kiterjedése és méretei messze elmaradnak nyári megfelelőjüktől. Például a 2006. évi téli olimpiai játékokon Torinóban, Olaszországban összesen 80 ország 2633 sportolója mérte össze erejét 84 versenyszámban.
Ahogy az olimpiák résztvevőinek száma, úgy a sportünnep médiában való szereplése, népszerűsége is nőtt. Napjainkra az olimpiai játékok a világ legnagyobb televíziós eseményei. A 2000-es sydney-i játékokon nem kevesebb, mint 16 ezer televíziós és újságíró dolgozott, egy becslés szerint körülbelül 3,8 milliárd ember követte az olimpiai játékok eseményeit a televíziókban. Napjainkra a televíziós közvetítések jogának eladásai szerves részévé váltak annak a folyamatnak, melyben a szervező országok csökkenteni próbálnak a játékok megszervezéséből adódó költségeken.

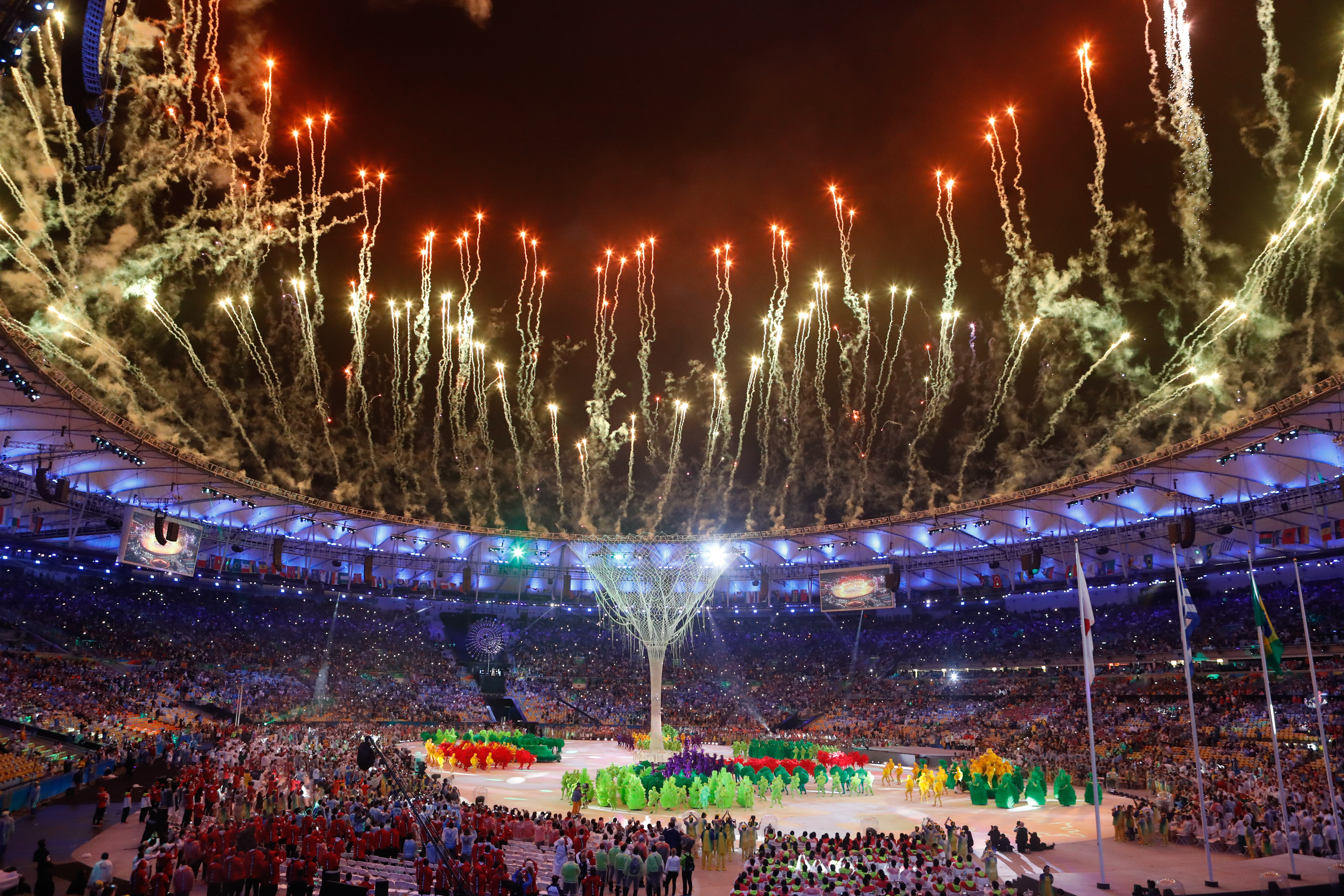
A 2016. évi nyári olimpiai játékok záróünnepsége Rio de Janeiróban

A játékok finanszírozása a NOB és a rendező országok legnagyobb problémája. Bár lehetővé tették profi atléták szereplését, a velük érkező támogatások és nagyobb országok érdeklődése meg is oldották ezeket a financiális nehézségeket az 1980-as években, de a versenyzők, a média és a nézők egyre növekvő száma ezt egyre nehézkesebbé és költségesebbé tette az olimpiai játékokat rendező városok számára. Például a 2012-es londoni olimpiai játékokra előreláthatólag a város 9,345 milliárd fontot (ezzel felülmúlva a pekingi 40 milliárd $-t) fog a szervezésre költeni. Egyike a legnagyobb problémáknak az, hogy a rendező országok gazdaságának meg kell birkóznia ezekkel a terhekkel. Közösségi és egyesületi támogatások nagyban csökkenthetik az országok által elvállalt hitelek súlyát, viszont ahogy az olimpiai játékok és a NOB fejlődik, úgy a házigazda országoknak az olimpiai játékok megrendezését követően az elismerések és a vele járó pénzösszegek is.
Egyik módja a kiadások csökkentésének az, hogy némely eseményeket különböző városokban, vagy egy másik országban tartsák. Annak ellenére, hogy az olimpiai játékokat általában egy várossal azonosítják, az olimpiák nagy részében néhány versenyszámot, mint a labdarúgás és vitorlázás, más helyszíneken tartanak. A történelem során eddig mindössze három olimpiai játékot rendeztek meg egyszerre több országban: ezek 1920-ban, az antwerpeni játékokon a vitorlázó eseményeket Hollandiában tartották; az 1956-os melbourne-i játékokon a lovagló versenyeket Stockholmban bonyolították le, a szigorú ausztrál állatbeviteli szabályok miatt; a 2008-as pekingi olimpián szintén a lovasok mérhették össze erejüket egy másik tartományban, Hongkongban.
A 2008. évi nyári olimpiai játékokon 205 ország vett részt. Ez a szám észrevehetően magasabb az ENSZ-hez tartozó 193 tagállamnál. A Nemzetközi Olimpiai Bizottság engedélyezi a versenyzést azoknak a nemzeteknek, amelyek megfelelnek számos, a nemzetközi szervezetek által megkövetelt feltételeknek. Ennek eredménye, hogy kolóniák és gyarmatok tömegének nyílt lehetőség önálló csapatok és sportolók indítására az olimpiai játékokon, még abban az esetben is, ha a versenyző több állampolgársággal is rendelkezik. Ilyenek például Puerto Rico, Bermuda és Hongkong, ezen nemzetek önálló országként vesznek részt a játékokon, bár törvényesen egy másik államhoz tartoznak. 1980 óta Tajvan is részt vesz a NOB által készített különleges zászló alatt mint Kínai Köztársaság. Egy évvel korábban a Kínai Népköztársaság megtagadta a részvételt, mert Tajvan Kínai Köztársaság néven versenyzett. A Marshall-szigeteki Köztársaságot a NOB 2006. február 9-én ismerte el mint olimpiai nemzetet, ezért a 2008. évi nyári olimpiai játékokon részt is vehettek.

### Paralimpiák

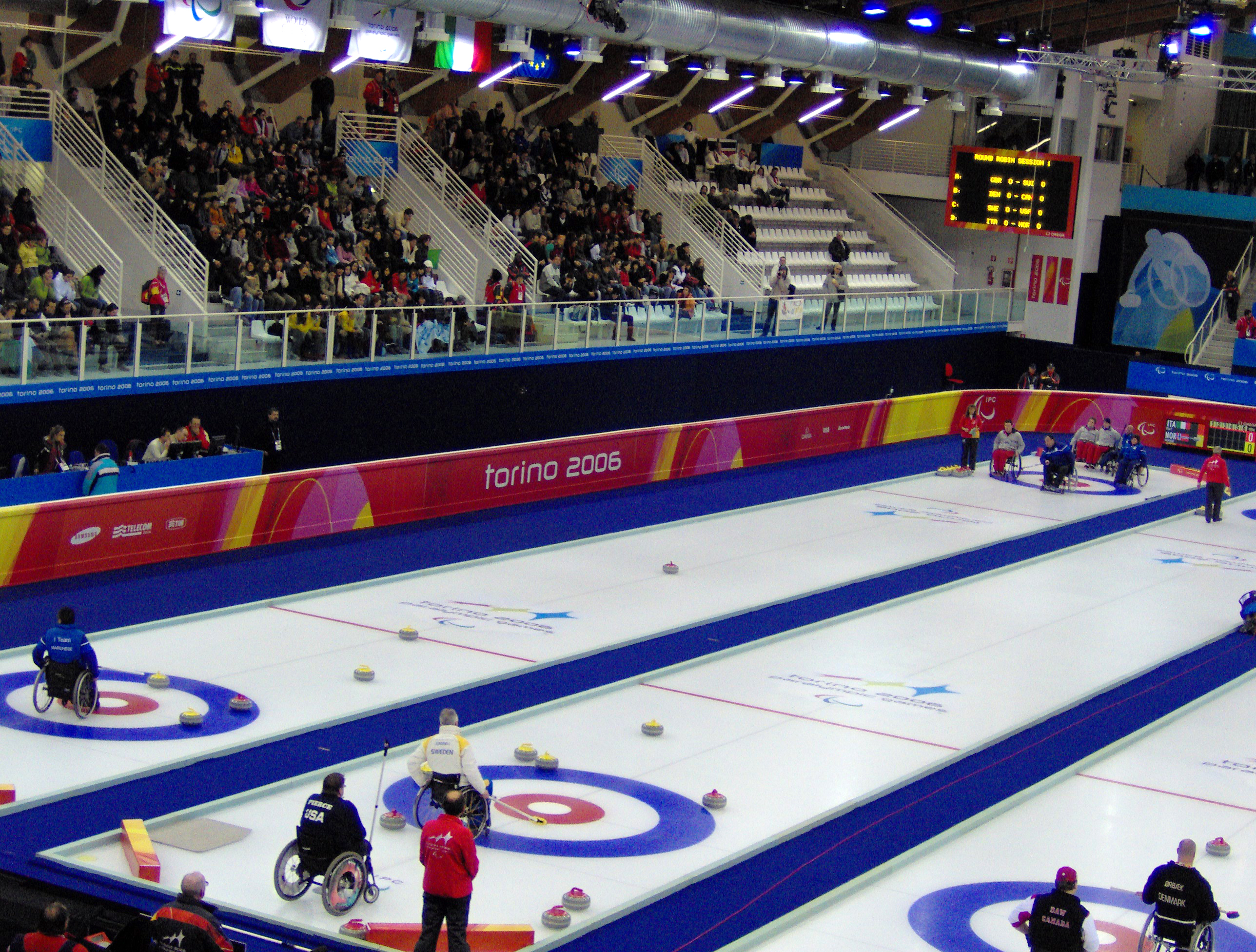
Paralimpiai curlingverseny Torinóban

1948-ban Sir Ludwig Guttman a II. világháború sérült katonáinak gyógyulását sportversenyekkel kívánta javítani. Ezért az 1948-as londoni olimpiával párhuzamosan sportversenyt szervezett különböző kórházak között. Ez a játék Kerekesszékesek világversenye néven vált ismertté, és évente rendezték meg. A következő 12 évben Guttman és számos segítője folytatta a versenyek rendezését a sérültek érdekében. Az 1960-as római olimpiára Guttman 400 sportolót vitt, hogy részt vehessenek az első paralimpián, amit azóta minden olimpiai évben megrendeznek, 1988-tól már a nyári olimpia rendezője biztosítja a helyszínt a sportünnep ezen rendezvényeinek. 1976 óta téli paralimpiákat is rendeznek, helyszínük 1992 óta egyezik a téli olimpiákéval. Elnevezése az angol paraplegic (bénult) és az olimpia szavak összevonásából származik.

### Ifjúsági olimpiai játékok
Az ifjúsági olimpiai játékokat az olimpiai játékok „fiatalabb” változatának szánták, amely kiegészíti az adott évi „felnőtt” játékokat, és 14–18 év közötti fiatalokat vonultat fel. A „felnőtt” nyári olimpiák évében téli ifjúsági olimpiákat, a téli olimpiák évében pedig nyári ifjúsági olimpiákat rendeznek a tervek szerint. Ennek az eseménynek az ötletét 2001-ben a Nemzetközi Olimpiai Bizottság elnöke, Jacques Rogge vetette fel, és a 2007 júliusában megtartott guatemalavárosi 119. gyűlésén a NOB támogatta a játékok megrendezését.
Az ifjúsági olimpiai játékok rövidebbek, mint a „nagy” olimpiák: a nyári verseny 12, a téli maximum 9 napig tart. A létszámot is korlátozták: a NOB maximum 3500 sportoló és 875 tisztviselő részvételét engedélyezi a nyári játékokon, míg a téli játékokra 970 atlétára és 580 hivatalnokra számítanak. Minden részt vevő országnak legalább négy résztvevőt kell indítani. A sportágak megegyeznek a hagyományos olimpiai játékokéval, de korlátozott számú szakággal és eseménnyel, ezen kívül szerepet kap néhány különleges versenyszám, melyeket a fiatalok részére iktattak be. Az oktatás és a kultúra szintén fontos pillére az ifjúsági olimpiáknak.
Egy becslés szerint jelenleg a nyári ifjúsági olimpiákra 30 millió, a téliekre 15–20 millió dollárt költenek. Ezeket a költségeket a Nemzetközi Olimpiai Bizottság állja.
Az első rendező város Szingapúr volt 2010-ben, a 2012-es első téli ifjúsági olimpiai játékok helyszínéül pedig az ausztriai Innsbruckot választották.
2014. évi téli olimpiai játékok Szocsiban volt az eddigi legköltségesebb olimpia 50 milliárd amerikai dollárral, ami Oroszország gazdaságát ugyan nem ingatta meg, ám Krasznodari Kerület számára igen megterhelő volt. A The Guardian 2014 decemberében Szocsit „szellemvárosnak” titulálta, amit Oroszország zavaros politikai helyzetével indokolt.

### Siketlimpia
A hallássérült sportolók már 1924 óta szerveznek saját versenyeket. A paralimpiákon azok létrehozása óta sem vesznek részt, mivel nem alakítottak ki számukra külön kategóriát. A korábban Siketek Nemzetközi Játéka, majd Siketek Világjátéka néven tartott esemény 2000 óta viseli jelenlegi nevét, a NOB hozzájárulásával. Az első két alkalommal még az olimpia évében, annak helyszínén tartották, majd 1931-től az olimpiát megelőző, 1949 óta pedig az azt követő évben rendezik, attól függetlenül kiválasztott helyszínen. 1949 óta téli játékokat is szerveznek, az első kettő az olimpiai év után volt, 1955-től viszont a nyári olimpiát megelőző évben tartják négyévente (így a téli olimpiák 1994-es átállása óta egy évvel követik azokat).

### Speciális olimpia
Az értelmi fogyatékosok sportolását segítő mozgalom 1968-ban jött létre. Ez az egyetlen NOB-on kívüli sportszervezet, amelynek nevében teljes egészében szerepelhet az olimpia szó. A versenyek elsődleges célja a sikerélmény nyújtása, ezért a résztvevőket kisebb csoportokba sorolják, amelyekbe hasonló esélyekkel indulók kerülnek. Az első három helyezettet itt is arany-, ezüst- és bronzéremmel jutalmazzák, de az eredményhirdetésen a többiek is részt vesznek, helyezési számukat tartalmazó szalagot kapva.
Más olimpiai mozgalmakkal ellentétben a speciális olimpia több különböző országban tartott versenyeket foglal magába. Ugyanakkor itt is létezik csúcsesemény, a speciális olimpiai világjátékok. A nyáriakat kezdetben 1968-tól kétévente rendezték, majd 1975 óta négyévente, a télieket pedig 1977 óta, szintén négyévente tartják.

## Az olimpiai játékok problémái

### Bojkottok

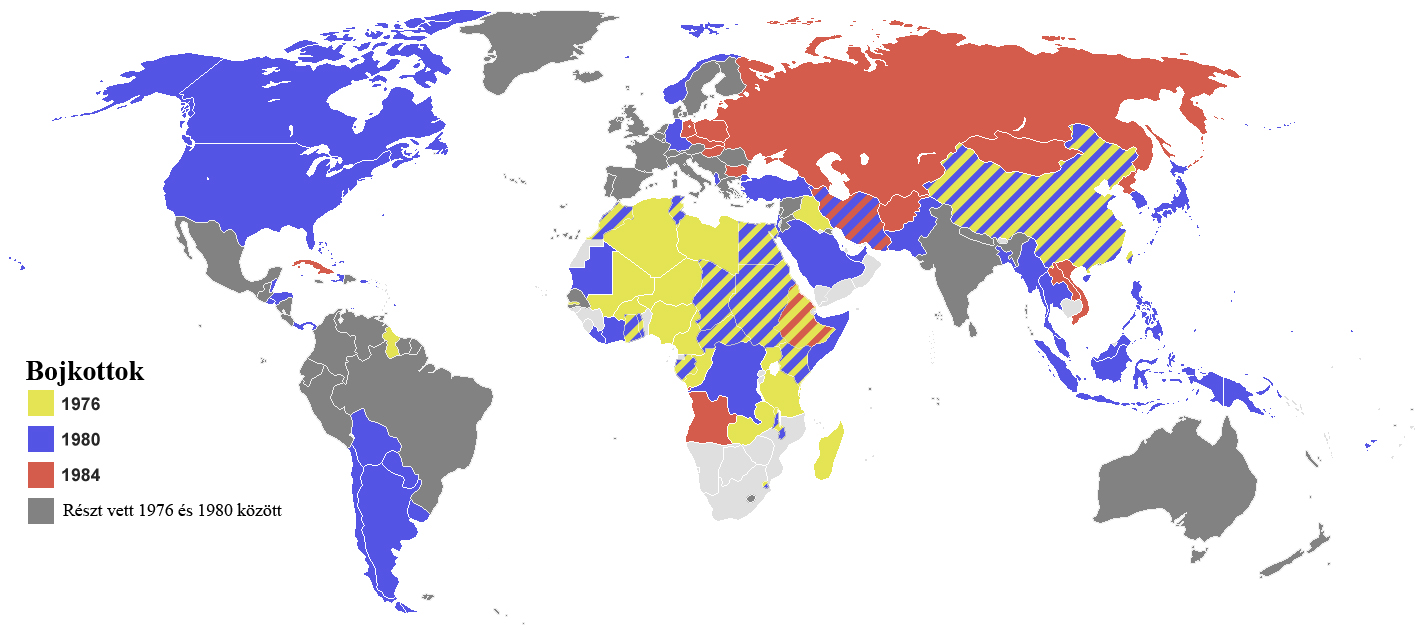
Az olimpiai bojkottokat jelző világtérkép

Az első csonka olimpia az antwerpeni volt 1920-ban. Ennek oka azonban még nem bojkott volt, hanem kényszerű távolmaradás: az első világháború vesztes országait nem hívták meg a játékokra.
Az 1956-os melbourne-i olimpia volt az első, amikor egyes országok bojkottálták a rendezvényt. Hollandia, Spanyolország és Svájc a magyar forradalom szovjetek általi vérbefojtása miatt utasította el a részvételt, míg Kambodzsa, Egyiptom, Irak és Libanon a szuezi válság okán.
1972-ben és 1976-ban számos afrikai ország fenyegette a NOB-ot bojkottal azért, hogy vonják meg a részvétel jogát Dél-Afrikától, Rodéziától és Új-Zélandtól. A NOB beleegyezett az első két feltételbe, de elutasította Új-Zéland eltiltását 1976-ban, mert a bojkott Új-Zélandot csak egy új-zélandi rögbicsapat dél-afrikai turnéja miatt büntette volna. Ezen országok visszavonultatták csapataikat, mivel néhány afrikai atléta részt vett a játékokon. A sportolóknak, akiknek el kellett hagyniuk az olimpiai falut, csak a többi olimpikon együttérzése maradt. Összesen 22 ország (Guyana volt az egyetlen nem afrikai állam) bojkottálta a montreali eseményeket, amiért Új-Zélandot nem zárták ki.
1976-ban a Kínai Népköztársaság nyomása miatt Kanada nem engedélyezte a Kínai Köztársaság (Tajvan) számára a részvételt a montreáli nyári olimpiai játékokon Kínai Köztársaság néven. Született egy kompromisszumos javaslat, miszerint Tajvan részt vehetne az olimpián a Kínai Népköztársaság zászlaja és himnusza alatt, de Tajvan elutasította ezt a lehetőséget, és legközelebb csak 1984-ben szerepelt az olimpiai játékokon Kínai Taipei néven, egy különleges zászlóval.
1980-ban és 1984-ben a hidegháború részesei bojkottálták egymás olimpiai szereplését. 1980-ban mintegy 65 állam zárkózott el a moszkvai játékokon való részvételtől, Afganisztán szovjet megszállása miatt. Ez a bojkott 81-re (a legkevesebbre 1956 óta) redukálta a szereplő nemzetek számát. A Szovjetunió és a keleti blokk 14 állama (kivéve Romániát) ellenbojkottálta a los angelesi olimpiai játékokat 1984-ben, arra hivatkozva, hogy nem tudják garantálni sportolóik biztonságát, mert a szovjet politika szerint „a soviniszta felfogás és a szovjetellenes hisztéria felkapott lett az Egyesült Államokban”. Az 1984-es bojkottálók Moszkvában rendezték meg saját versenyüket, a Barátság játékokat, júliusban és augusztusban.
1988-ban Szöulban sokat jelentett, hogy újra „teljes” olimpiát sikerült rendezni, bár néhány ország ekkor is távol maradt. Észak-Korea a rendezési jog odaítélésekor még abban is reménykedett, hogy néhány versenyt náluk tartanak, de amikor kiderült, hogy ez nem valósul meg, lemondták a részvételt, amiben csatlakozott hozzájuk Etiópia, Kuba és Nicaragua.
Egyre több felhívás kapott szárnyra a 2008-as pekingi olimpiai játékok bojkottálására is, tiltakozásul a kínaiak Tibet-politikája, valamint a Dárfúrban és Tajvanon zajló zavargások miatt. George W. Bush beszélt erről Thaiföldön, közvetlenül az olimpiai nyitóünnepséget megelőzően. Végül az összes ország lemondott bojkottálási tervéről, bár voltak kezdeményezések még a kínai termékek bojkottjára is.

### Doppinggal kapcsolatos problémák
Egyik legfőbb problémája az olimpiai játékok (és a nemzetközi sporteseményeknek általában) a doppingszerek, vagy más teljesítménynövelő drogok használata. A 20. század elején számos atléta kezdett teljesítményfokozókat használni. Például már az 1904. évi nyári olimpiai játékok maratonfutója, Thomas J. Hicks sztrichnint és konyakot kapott edzőjétől a verseny alatt. Ahogy a módszerek fejlődtek, egyre kétségtelenebbé vált, hogy a doppingolás nem csak fenyegetés a sportok feddhetetlenségét illetően, de potenciálisan végzetes mellékhatásokat is mutathat az atlétákra nézve. Az első, doppingszer által okozott haláleset az 1960. évi nyári olimpiai játékokon, Rómában történt. A római országúti versenyen a dán kerékpáros, Knud Enemark Jensen lebukott a kerékpárjáról, és később elhunyt. A halottkém vizsgálatából kiderült, hogy amfetamin hatása alatt állt. Az 1960-as évek közepétől a sportszervezetek kezdték tiltani a teljesítménynövelő szerek alkalmazását, a NOB 1967 óta támogatja ezt a tilalmat.
Az első pozitív tesztű olimpikon Hans-Gunnar Lilkenwall, svéd öttusázó volt az 1968. évi nyári olimpiai játékokon (alkohol használatáért el is vették a bronzérmét). Hetvenhárom sportoló volt még érintett a következő 38 évben, közöttük számos érmes is. A legismertebb doppingolással összefüggő kizárás esete a kanadai sprinter, Ben Johnson nevéhez fűződik, aki megnyerte az 1988. évi szöuli olimpiai játékok 100 méteres síkfutását, de pozitív sztanozololtesztet produkált, következésképp elvették az aranyérmét, majd azt Carl Lewisnak adták, akit szintén többször gyanúsítottak teljesítménynövelő szerek használatával, noha sosem mutatott pozitív mintát.
A vizsgálatok ellenére számos atléta folytatta a gyógyszerek szedését fizikai képességeik növelésére, lebukás nélkül. 1990-ben dokumentumokat hoztak nyilvánosságra, amelyekből kiderült, hogy keletnémet sportolónők tudomásuk nélkül szedtek asszimilációs szteroidokat és másfajta drogokat, amiket edzőiktől kaptak, sőt, a lányok már 11 éves koruktól elkezdték a gyógyszeres étrendet, a szüleik előzetes hozzájárulásával. Amerikai női úszók, mint például Shirley Babashoff meg is vádolták a kelet-németeket doppingszerek használatával az 1976. évi nyári olimpiai játékok előtt. Konkrét bizonyítékok azonban nem voltak a berlini fal leomlásáig, amikor is dokumentumok támasztották alá az amerikaiak sejtéseit, miszerint a keletnémet sportolók rendszeres állami támogatást kaptak állóképesség-javító szerekre. Az érintettek közül sokakat a német bíróságok vétkesnek találtak.
Az 1990-es évek második felében a Nemzetközi Olimpiai Bizottság többirányú támadást indított a doppingolás ellen, ennek legfontosabb szerve az 1999-ben megalapított Doppingellenes Világszervezet (WADA). A 2000-es nyári és a 2002-es téli olimpiai játékok bebizonyították, hogy ez a háború még korántsem ért véget, mivel súlyemelőket és sífutókat diszkvalifikáltak doppingvétség okán. Egy feltehetőleg ártatlan áldozata az antidopping mozgalomnak a román Andreea Răducan volt, akitől a 2000-es sydney-i olimpián vették el aranyérmét. A vizsgálat eredményei pszeudoefedrin jelenlétét mutatták ki a sportolónő szervezetében (melyet egy olimpiai orvos írt fel számára), és Răducan nem volt tudatában annak, hogy a megfázására felírt gyógyszerben (amelyeket az olimpiai játékok alatt szedett) illegális összetevők voltak. A 2006. évi téli olimpiai játékok alatt csupán egy sportoló bukott meg a vizsgálatokon, az ő érmét visszavonták. Tizenkét sportolónál találtak azonban olyan rendellenességet, hogy az ellenőrzések magas vörösvértestet mutattak ki (büntetésük öt nap eltiltás volt, egészségügyi okokból). Az atléták képességeit igazságtalanul fejlesztő szerek az évek alatt egyre kifinomultabbak lettek. Ennek okán a NOB első alkalommal 2006-ban, Torinóban alkalmazott vérvizsgálatokat.

### A politika az olimpiai játékokon

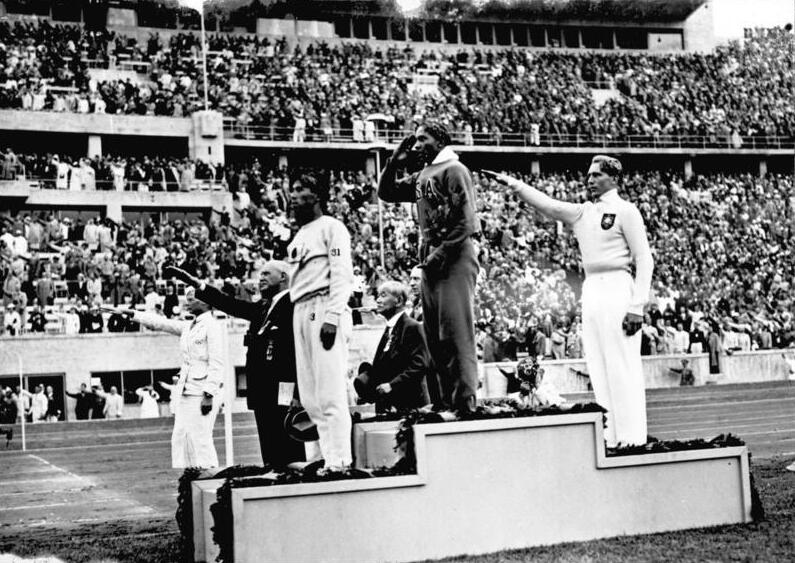
1936 Berlin, a távolugrás eredményhirdetése
3. Naoto Tajima Japán,
1. Jesse Owens USA,
2. Luz Long Németország

Az olimpiai játékokat számos alkalommal politikai incidensek is befolyásolták. A legismertebb ilyen eset az 1936-os berlini olimpiai játékok volt, melyet a nácik egyfajta propagandaként használtak fel. A Szovjetunió nem vett részt az olimpiai játékokon az 1952-es helsinki olimpia előtt, ehelyett saját versenysorozatot rendeztek sportolóik számára, amit Szpartakiádnak neveztek el.
Politikai incidensek az 1968-as mexikóvárosi olimpiai játékokon is történtek, csak kisebb léptékben. Két amerikai atléta, Tommie Smith és John Carlos a „Fekete erő” amerikai polgárjogi mozgalom küzdelmére hívta fel a figyelmet magasra tartott öklükkel, a 200 méteres síkfutás eredményhirdetésén. Válaszul a NOB amerikai elnöke, Avery Brundage arra utasította az Egyesült Államok Olimpiai Bizottságát, hogy azonnal küldjék haza a két sportolót, vagy megvonja az egész futócsapat versenyzési jogát.
A politika beavatkozása az olimpiai játékokba napjainkban is aktuális téma.

### Erőszak az olimpiai játékokon
Coubertin báró azon reménye, hogy az olimpiai játékok teljes világbékét hoznak, nem váltak valóra. Három olimpiát nem tudtak megrendezni: az 1916-os játékokat az első világháború miatt, az 1940-es és az 1944-es nyári és téli olimpiai játékokat a második világháború miatt. A legújabb és legfurcsább ilyen eset a 2008-as oszétiai háború Grúzia és Oroszország között volt, amely a 2008-as olimpiai játékok nyitóünnepségével egy napon kezdődött.
Az olimpiai játékokat a terrorizmus is fenyegeti. 1972-ben, amikor a nyári olimpiai játékokat Münchenben tartották, az izraeli olimpiai küldöttség tizenegy tagját ejtette túszul a „Fekete Szeptember” nevű palesztin terroristacsoport. A német akciócsoport szabadítási kísérlete tragédiába torkollott, az öt terrorista mellett kilenc izraeli sportoló is életét vesztette, az eset müncheni mészárlás néven vált hírhedtté. Az 1996-os atlantai olimpián, az olimpiai játékok 100 éves évfordulójára készített parkban egy pokolgépes támadás során meghalt két ember, összesen 111-en sérültek meg. A bombát egy Eric Robert Rudolph nevű amerikai terrorista készítette, jelenleg életfogytiglani börtönbüntetését tölti a Colorado állami ADX Florence börtönben.
Az Amerikát ért sokkoló 2001. szeptember 11-ei terrortámadások után az első olimpia a Salt Lake City-ben rendezett 2002. évi téli olimpiai játékok volt. A 2002-es játékok előtt nem volt precedens arra, hogy ennyi pénzt költöttek volna a játékok, a sportolók és a nézők biztonságára. Az olimpiai játékok világszerte nagy sikernek örvendtek, ezért sokan tartottak attól, hogy a játékok lesz a terrorszervezetek támadásainak legfőbb célpontja. Ennek következtében egyre inkább előtérbe kerültek az olimpiai játékok biztonsági kérdései.
A mexikói kormány az 1968. évi nyári olimpiai játékokat tíz nappal megelőzően egyfajta mentségként használta a közelgő játékokat a diáktüntetések véres elfojtására. Később az incidens tlatelolcói mészárlás néven vált ismertté. A kínai kormányt több vád érte a 2008-as tibeti zavargások erőszakos leveréséért a pekingi olimpia előtt. Az érdeklődés mindkét esetben arra ösztönözte a rendező országokat, hogy az olimpiai játékokat használják saját határaikon belül a politikai nézeteltérések háttérbe szorítására.

## Az olimpiai mozgalom
Az olimpiai játékok szervezésében világszerte számos szervezet érdekelt, e szervezetek alkotják együtt az olimpiai mozgalmat. Az Olimpiai Oklevélben a szabályokat és az irányelveket ezek a szervezetek fogalmazták meg. Az olimpiai mozgalom legfőbb szövetsége az Nemzetközi Olimpiai Bizottság, amelynek jelenlegi elnöke Jacques Rogge. A NOB-ot az olimpia kormányzó szervének is tekinthetjük. A NOB felügyeli az olimpiai szervezeteket és a rendező országok kötelezettségeinek teljesítését. A NOB hoz döntést az összes fontos kérdésben, mint például a rendező város kiválasztása, az olimpiák programjának összeállítása stb. A NOB-on kívül számos szervezet segíti az olimpiai mozgalmat (a három legfőbb ezek közül lentebb olvasható). Nagy általánosságban az olimpiai mozgalom kifejezésbe beleszámít minden és mindenki, amit és akit az olimpia magába foglal. Ilyenek a nemzeti sportot irányító szervek, a sportolók és nem utolsósorban az olimpiai játékok szponzorai.
Az olimpiai mozgalom legfontosabb szervei:
- Nemzetközi szövetségek (NSZ, angolul IFs), a sport kormányzó szervei (például a FIFA, a labdarúgás szervezete, vagy az FIVB, a röplabda szövetsége).[50]
- Nemzeti olimpiai bizottságok (angolul NOCs), amelyek a saját országukban szabályozzák az olimpiai mozgalmat (például a MOB, a Magyar Olimpiai Bizottság; a USOC, az Egyesült Államok nemzeti olimpiai bizottsága).
- Olimpiai játékok rendezőbizottsága (OJR, angolul OCOG), amely szervezet az olimpiai játékok lebonyolításáért felelős.

Jelenleg összesen 205 nemzeti olimpiai bizottság és 35 nemzetközi szövetség része az olimpiai mozgalomnak. Az olimpiai játékok rendezőbizottságai az adott olimpiai játékok befejezése után, a szükséges lezáró tevékenységet követően feloszlanak.

## Az olimpiai játékokat érő kritikák
A Nemzetközi Olimpiai Bizottságot számos kritika érte és éri. Az egyik ezek közül a nyugati rendezővárosok favorizálása. Az eddigi és a következő ismert 41 rendezőváros közül 34 Európában vagy Észak-Amerikában található. Az 1988. évi szöuli nyári olimpiai játékokkal együtt mindössze négy ázsiai vagy óceániai nyári helyszín volt, amely – az olimpiai játékok első 92 évének tradícióihoz mérten – javuló tendenciát jelent. Eddig azonban valamennyi dél-amerikai és afrikai pályázat elbukott. Sokan úgy tartják, hogy az olimpiai játékoknak idővel meg kell jelenniük a szegényebb régiókban is, az infrastruktúrába való befektetés hosszú távon jelentős fejlődést hozna ezekben a térségekben. Tény azonban, hogy az olimpiai játékok megrendezése egyre nagyobb költségekkel jár, a várható haszon pedig általában csekély mértékű. Sokak szerint a tendencia nem szándékos, hanem a más városok pályázatainak a kívánttól elmaradó színvonala okozza. 2016-ban először rendezett olimpiát dél-amerikai város, Rio de Janeiro.

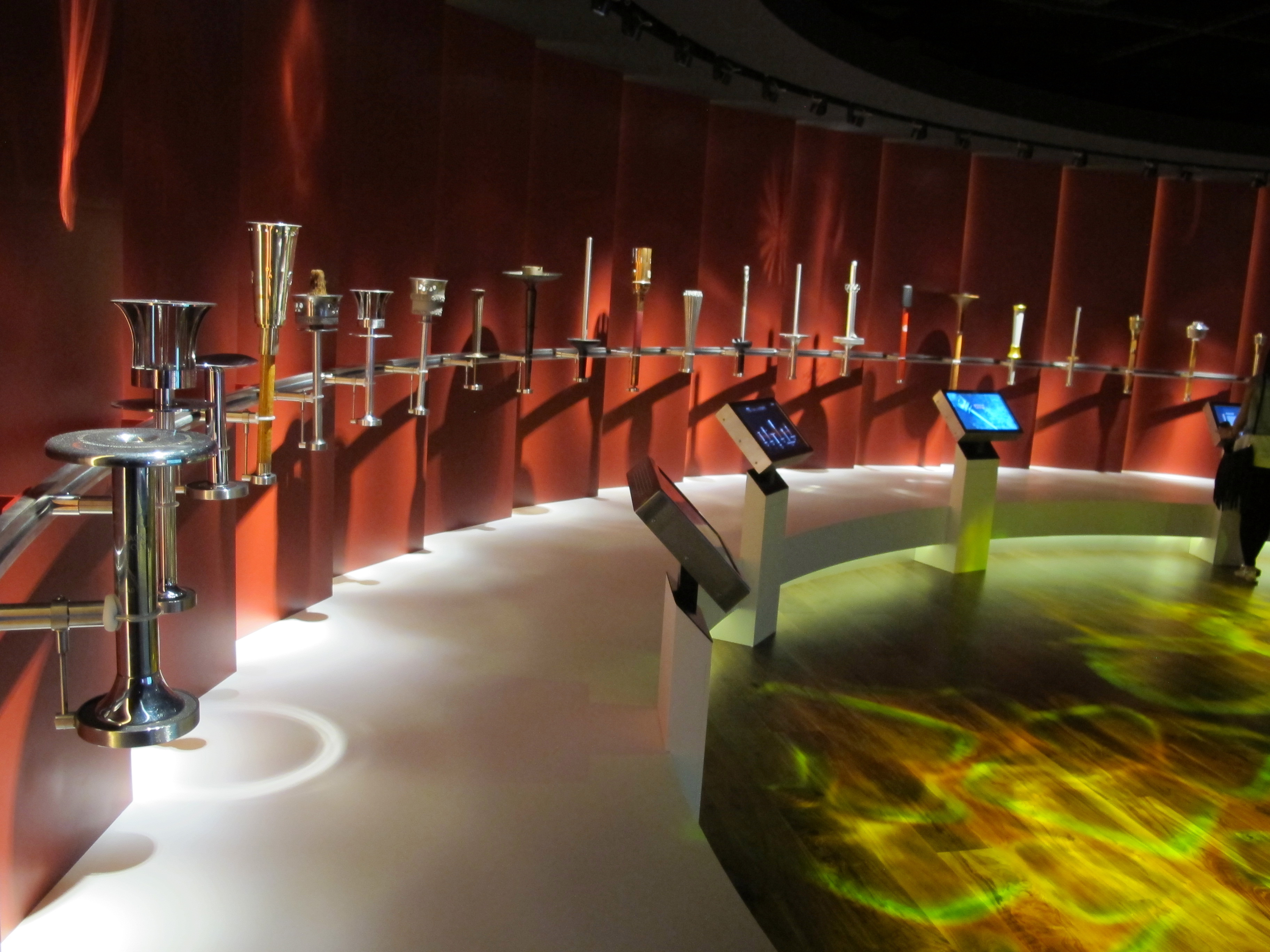
Az olimpiák lángját vivő fáklyák a múzeumban, Lausanne, Svájc

A múltban a NOB-ot gyakran bírálták konzervatív szemléletéért, célozva ezzel akár a bizottság tagjainak korára (nem volt ritka, hogy egyes tagok életük végéig a bizottság tagjai maradtak). Juan Antonio Samaranch, a NOB korábbi elnökének vezérkara különösen vitatott volt. Az ő elnöksége alatt az olimpiai mozgalom ugyan óriási fejlődéseken ment keresztül, de a bizottságot mégis megrázta a korrupció vádja, ami miatt több bizottsági tagnak meg kellett válnia posztjától. Samaranch kapcsolatai a spanyol Franco-rezsimmel és az ő túlságosan hosszú (81 éves koráig tartó) 21 éves elnöki ténykedése miatt is sok támadás érte a NOB-ot.
Az 1998-as év a Nemzetközi Olimpiai Bizottság tagjainak megvesztegetéséről vált híressé az olimpiai játékok történetében. Ezek a korrupciós ügyek állítólagosan azért történtek meg, hogy a Utah állambeli Salt Lake City kapja a legtöbb voksot a 2002. évi téli olimpiai játékok megrendezésének jogáért folytatott szavazáson. Az eset négy tag lemondásához és hat eltávolításához vezetett. Ez a botrány reformokat és megújulást követelt meg, olyan szabályozást, amellyel a rendező városokat vesztegetések nélkül tudták kiválasztani. A Nemzetközi Olimpiai Bizottságnak több aktív és volt sportoló is tagja, és a tagsági szabályok sokat változtak.
Ugyanebben az évben (1998) négy európai csoport megalapította a Nemzetközi Olimpiaellenes Hálózatot. Ekkor alakult meg az Anti Olimpiai Szövetség is, tiltakozásul a 2000. évi nyári olimpiai játékok ellen. Később Brit Columbiában, Vancouverben és Whistlerben a 2010. évi téli olimpiai játékokkal szemben hoztak létre egy olimpiaellenes szervezetet. Ezek a szervezetek főleg az olimpiák kedvezőtlen gazdasági befolyása ellen és az emberek olimpiával kapcsolatos véleményének figyelembe vétele érdekében folytattak kampányt.
2004-ben a BBC egy augusztusi dokumentumfilmjében – Körkép: Az olimpiai játékok megvásárlása címmel – a 2012. évi nyári olimpiai játékok pályázatainak korrupciógyanús ügyeit vizsgálta. A dokumentumfilm a NOB-tagok lefizethetőségének témáját feszegette, hogy rávehetők-e, hogy egy adott jelölt városra szavazzanak. A 2012. évi nyári olimpiai játékok helyszínének odaítélése után, amikor Párizs elvesztette a versenyt Londonnal szemben, Párizs polgármestere, Bertand Delanoë megvádolta a brit miniszterelnököt, Tony Blairt és a londoni pályázati bizottságot (melynek élén a korábbi olimpiai bajnok Sebastian Coe állt), hogy megszegték a pályázás szabályait, anyagi és szexuális természetű ellenszolgáltatások nyújtásával. Az ügyben megszólalt Jacques Chirac francia elnök is, bár csak megfontolt, óvatos kijelentéseket tett. Más olimpiai tisztségviselők neve is szóba került a botrány kapcsán (Ivan Szlavkov, Muttaleb Ahmad), ám ők tagadták ezen állításokat, és Delanoë polgármester sem vette elő ezt a témát többé. Torinónak a 2006. évi téli olimpiai játékokra beadott pályázatát is viták, problémák árnyékolták be. A NOB egyik tagja, Marc Hodler, aki szoros kapcsolatban állt a rivális svájci Sion pályázatával, olyan állítólagos megvesztegetésekre célzott, amelyben a torinói rendező bizottság tagjai pénzeltek NOB-tagokat, miután széles körű vizsgálatot indítottak az ügy tisztázására. Ennek ellenére Torino kapta a játékok megrendezésének jogát.
Az olimpiai mozgalmat támadások érik jelképeik túlságosan erős védelme (különösen az olimpiai ötkarika, sőt magának az „olimpia” szónak a kizárólagos használatáért), de a sporttal össze nem függő cselekvéseik (ilyen az Öt karika legendája című RPG létrehozása) miatt is. Hasonló eset volt, mikor a mozgalmat homofóbiával vádolták, miután 1982-ben megnyert egy pert a Meleg Olimpia (ez ma már Meleg Játékok néven szerepel) ellen (az olimpia szó használata miatt léptek bíróság elé).

## Szimbólumok

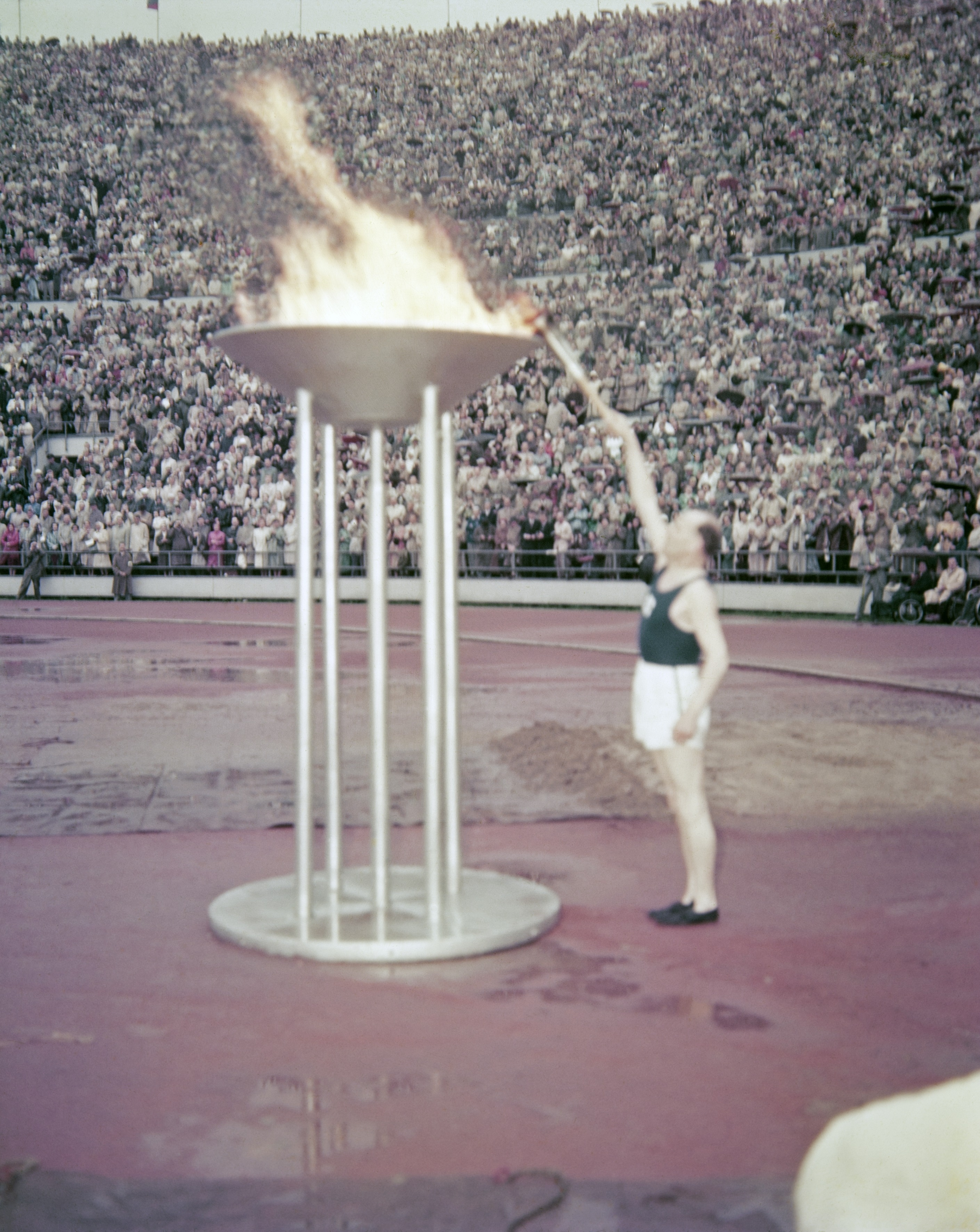
Paavo Nurmi 1952-ben, Helsinkiben meggyújtja az olimpiai lángot

Az olimpiai mozgalom számos jelképet használ, legtöbbjükben Coubertin ötleteit, elképzeléseit fedezhetjük fel. A legismertebb ilyen szimbólum az olimpiai karikák. Ez az öt egybefonódó karika szimbolizálja az öt kontinens egységét, és ez a szimbólum szerepel fehér alapon az olimpiai zászlón is. Az öt karika színei (fehér, vörös, kék, zöld, sárga és fekete) közül legalább egy a világ minden nemzetének zászlajában szerepel. A zászlót 1914-ben fogadták el hivatalosan, de első alkalommal csak 1920-ban, Antwerpenben használták, azóta a játékok minden rendezvényén felvonják a nyitóünnepségen, illetve levonják a záróünnepségen.
Az 1896-os olimpiára írt olimpiai himnuszt 1958-ban, a Tokióban megtartott 54. ülésén ismerte el a Nemzetközi Olimpiai Bizottság az olimpia hivatalos himnuszaként. Hivatalos himnuszként első alkalommal 1960-ban adták elő az olimpiai játékok megnyitó- és záróünnepségén.
Az olimpiai játékok latin jelmondatának, a „Citius, Altius, Fortius”-nak a jelentése „Gyorsabban, Magasabbra, Erősebben”. Coubertin elképzeléseit az olimpiai eskü fejezi ki legjobban:
„A legfontosabb dolog az olimpiai játékokban nem a győzelem, hanem a részvétel, hasonlóan az élethez: nem a diadal, az igyekezet a fontosabb. A legalapvetőbb dolog nem az, hogy legyőzd társaid, hanem, hogy küzdj jól.”

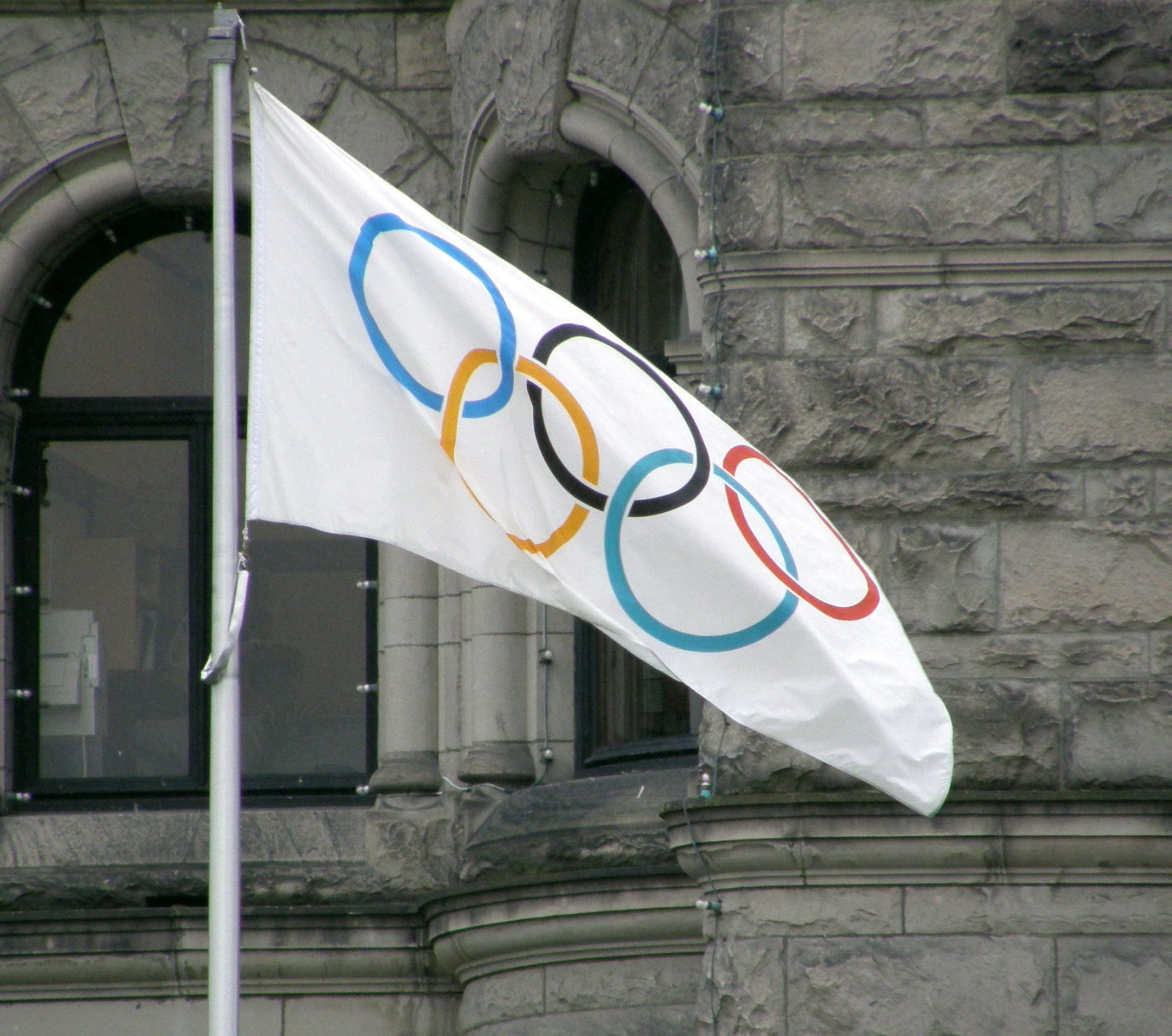
Az olimpiai zászló

Az olimpiai lángot – a mozgalom másik fontos jelképét – minden játékot megelőzően a görögországi Olümpiában gyújtják meg, csupán a Nap melege segítségével. Innen – ha lehetséges – egymást váltó futók juttatják el az adott olimpia rendező városáig, és ezzel a lánggal gyújtják meg a nyitóünnepségeken az olimpiai stadionban elhelyezett hatalmas fáklyát, amelynek lángja a játékok végéig lobog. Olimpiai láng 1928 óta szerepel a játékokon, de csak 1936-tól vitték körbe a Földön (a német kormány így próbálta meg reklámozni nemzete szociális világnézetét). 2012-től biztonsági okokból csak a rendező országban viszik körbe a fáklyát.
Az 1968. évi nyári olimpiai játékokon volt először hivatalos kabalája a játékoknak, és ezt a hagyományt azóta minden rendező város tartja. Ezek a figurák állati, emberi vagy fantázia szülte alakok, amelyek a játékoknak helyet adó ország kulturális hagyományaira jellemzőek. Különösen fontos szerepet kaptak a kabalák a moszkvai olimpia óta, ahol Misa, az orosz mackó nagy sikerrel debütált. A 2008-as pekingi játékok kabalái a Fuwa nevet kapták. Ez az öt figura a feng-shui, a kínai kultúra öt elemét jelképezi.
Az olimpiai játékok hivatalos nyelve a francia és az angol, de a mindenkori rendező ország nyelve is hivatalos címet kap. Következésképp minden nyilatkozat és kiáltvány (ilyenek még a versenyszámok előtti bemutatók és a nyitóünnepségek fesztiváljain elhangzottak is) franciául, angolul és a házigazda nemzeti nyelvén hangzik el.

## Olimpiai sportágak
Olimpiai sportágnak nevezzük a nyári és a téli olimpiai játékok versenyszámait. A jelenlegi olimpiai program 35 sportágat tartalmaz 53 szakággal. A nyári olimpiai játékokon 28 sportág 38 szakága szerepel mintegy 300 versenyszámmal, a téli olimpiai játékokon pedig 7 sportág 15 szakággal és körülbelül 80 versenyszámmal.
A versenyszámok száma és típusa olimpiáról olimpiára változhat. Minden olimpiai sportágat egy-egy nemzetközi szövetség képvisel.
A Nemzetközi Olimpiai Bizottság állapítja meg a sportok, a szakágak és a versenyszámok szerkezetét. Eszerint az olimpiai sportágak több szakágra oszthatók, amikről gyakran azt gondoljuk, hogy különálló sportok. Például az úszás és a vízilabda szakág is az vízisportokhoz tartozik, és a Nemzetközi Úszó Szövetség képviseli őket. Az egyes szakágakat versenyszámokra osztják, és a versenyszámok megnyeréséért lehet érmet nyerni. Egy sport- vagy szakág akkor kerül be az olimpia programjába, ha a NOB úgy határoz, hogy világszerte népszerű, elég nagy a részt vevő országok száma. A NOB döntése függ az olimpiai játékokon való résztvevők számától is: több versenyszámuk van a férfiaknak (mert több férfi versenyző van), illetve több nyári sport van (mivel több nemzet indul a nyári olimpiai játékokon). A beiktatott sportágak általában nem függhetnek a technikai haladástól, bár voltak már motorcsónak versenyszámok is az olimpia történetében.
A korábbi olimpiai játékokon voltak olyan sportok, amelyek ma már nem tartoznak a programba, mint például a lovaspóló és a kötélhúzás. Ezeket a sportágakat azért törölték, mert vagy nem volt megfelelő érdeklődés, vagy nem volt megfelelő irányító testület. A tenisz egy olyan példa, ami már a korai játékokon is szerepelt, de a NOB kivette a programból, majd később, az 1988-as játékok alkalmából került vissza. Bemutató sportokat is gyakran szerepeltettek az olimpiákon, általában azért, hogy támogassa a rendező ország helyi sportját, vagy hogy felmérje a nemzetközi érdeklődést és a támogatottságot. Ilyen sport a baseball és a curling, ezek benne voltak a hivatalos olimpiai programban (1992-ben és 1998-ban).

## Olimpiai bajnokok és érmesek
Azok a sportolók vagy csapatok, akik első, második vagy harmadik helyen végeznek az olimpiai játékokon, érmeket kapnak. Az első újkori olimpián a győztes ezüst-, a második helyezett bronzérmet, míg a harmadik babérkoszorút kapott (kivéve a maratoni futás máig egyetlen magyar érmese, az 1896-ban a harmadik helyen végző Kellner Gyula, aki szintén bronzérmet kapott). Az 1900-as, illetve 1904-es olimpián a sportolók okleveleket kaptak érmek helyett. Azóta kezdett egységesülni az olimpiai dobogós helyezések éremmel való jutalmazása.
Az első helyezettek aranyérmet kapnak – 1912-ig színarany, ezután arannyal futtatott ezüst, majd arany tetejű ezüstlap. Minden aranyéremnek legalább 6 gramm aranyat kell tartalmaznia. Az aranyérem bevonata 24 karátos aranyból van, ami átlag hat százalékát teszi ki a teljes érem tömegének, 94 százaléka ezüst, a többi pedig az ötvözőanyagként használt réz. A második helyezetteket ezüstéremmel, a harmadik helyezést elérőket pedig bronzéremmel jutalmazzák. Az egyenes kieséses rendszerben lebonyolított sportágak (például az ökölvívás) harmadik helyezettjeit nem határozzák meg, az elődöntők vesztesei kapnak bronzérmet. Az első három helyezett jutalmazása 1906-ban került be az olimpiai programba, korábban, az 1896-os olimpián mindössze az első és második atléta kapott érmet: ezüst- és bronzérmet. Különböző kisebb díjakat már 1900-ban is kiosztottak, ám 1904-től már ezüst trófeákat adtak az elsőknek. A három érmet első alkalommal 1906-ban, a nem hivatalos olimpián alkalmazták, ám mivel ez csak egy jubileumi rendezvény volt, a három díj hivatalosan 1908-as londoni olimpiától szerepel az olimpiák történetében. 1948 után a negyedik, ötödik és hatodik helyezettek is kaptak tanúsítványt kitűnő szerepléseikről, ezt győzelmi diplomának nevezik. Az 1984-es játékokon a hetedik és nyolcadik versenyzők is kaptak ilyen címet. A 2004-es athéni játékokon az érmek mellett olajfaág koszorúkkal is jutalmazták a rendezők a sportolókat.

### Minden idők legeredményesebb olimpikonjai aranyérmenként
Az alábbi lista azokat a sportolókat tartalmazza, akik nyolc vagy több olimpiai aranyérmet nyertek. Az 1906-os pánhellén játékok érmeit a lista nem tartalmazza. Az „Olimpia” oszlop csak azokat az éveket tartalmazza, amelyekben az adott versenyző legalább egy érmet nyert.
| H   | Versenyző            | Nemzet           | Sportág    | Olimpia   | Típus | Aranyérem | Ezüstérem | Bronzérem | Össz. |
| --- | -------------------- | ---------------- | ---------- | --------- | ----- | --------- | --------- | --------- | ----- |
| 1.  | Michael Phelps       | Egyesült Államok | Úszás      | 2004–2016 | nyári | 23        | 3         | 2         | 28    |
| 2.  | Larisza Latinyina    | Szovjetunió      | Torna      | 1956–1964 | nyári | 9         | 5         | 4         | 18    |
| 3.  | Paavo Nurmi          | Finnország       | Atlétika   | 1920–1928 | nyári | 9         | 3         | 0         | 12    |
| 4.  | Mark Spitz           | Egyesült Államok | Úszás      | 1968–1972 | nyári | 9         | 1         | 1         | 11    |
| 5.  | Carl Lewis           | Egyesült Államok | Atlétika   | 1984–1996 | nyári | 9         | 1         | 0         | 10    |
| 6.  | Ole Einar Bjørndalen | Norvégia         | Biatlon    | 1998–2014 | téli  | 8         | 4         | 1         | 13    |
| 7.  | Bjørn Dæhlie         | Norvégia         | Sífutás    | 1992–1998 | téli  | 8         | 4         | 0         | 12    |
| 7.  | Birgit Fischer       | Németország      | Kajak-kenu | 1980–2004 | nyári | 8         | 4         | 0         | 12    |
| 9.  | Kató Szavao          | Japán            | Torna      | 1968–1976 | nyári | 8         | 3         | 1         | 12    |
| 9.  | Jenny Thompson       | Egyesült Államok | Úszás      | 1992–2004 | nyári | 8         | 3         | 1         | 12    |
| 11. | Matt Biondi          | Egyesült Államok | Úszás      | 1984–1992 | nyári | 8         | 2         | 1         | 11    |
| 12. | Ray Ewry             | Egyesült Államok | Atlétika   | 1900–1908 | nyári | 8         | 0         | 0         | 8     |
| 12. | Usain Bolt           | Jamaica          | Atlétika   | 2008–2016 | nyári | 8         | 0         | 0         | 8     |

2017. március 20-án frissítve

## Nyári és téli olimpia
|  |  |

A nyári olimpia egy olyan nagyszabású sportrendezvény, amit négyévenként rendeznek.
Az ókori görögök hagyományát folytatva, az olimpiákat 1896-ban indították újra, Görögországban.
2004-ben ismét a görög főváros, Athén rendezte az olimpiát.
| Nyári olimpiai játékok                                                                                          | Nyári olimpiai játékok | Nyári olimpiai játékok                | Nyári olimpiai játékok | Nyári olimpiai játékok       | Téli olimpiai játékok            | Téli olimpiai játékok | Téli olimpiai játékok        | Téli olimpiai játékok  | Téli olimpiai játékok |
| Logó | Év                     | Esemény                               | Rendező                | Rendező                      | Logó                             | Év                    | Esemény                      | Rendező                | Rendező               |
| |                        |                                       | Város                  | Ország                       |                                  |                       |                              | Város                  | Ország                |
| --- | ---------------------- | ------------------------------------- | ---------------------- | ---------------------------- | -------------------------------- | --------------------- | ---------------------------- | ---------------------- | --------------------- |
| | 1896                   | I. nyári olimpiai játékok             | Athén                  | Görögország                  |                                  |                       |                              |                        |                       |
| | 1900                   | II. nyári olimpiai játékok            | Párizs                 | Franciaország                |                                  |                       |                              |                        |                       |
| | 1904                   | III. nyári olimpiai játékok           | St. Louis              | USA                          |                                  |                       |                              |                        |                       |
| | 1906                   | 10 éves jubileumi (pánhellén) olimpia | Athén                  | Görögország                  |                                  |                       |                              |                        |                       |
| | 1908                   | IV. nyári olimpiai játékok            | London                 | Nagy-Britannia               |                                  |                       |                              |                        |                       |
| | 1912                   | V. nyári olimpiai játékok             | Stockholm              | Svédország                   |                                  |                       |                              |                        |                       |
| A hatodik nyári olimpiai játékokat nem rendezték meg az első világháború miatt.                                 |                        |                                       |                        |                              |                                  |                       |                              |                        |                       |
| | 1916                   | VI. nyári olimpiai játékok            | Berlin                 | Németország                  |                                  |                       |                              |                        |                       |
| | 1920                   | VII. nyári olimpiai játékok           | Antwerpen              | Belgium                      |                                  |                       |                              |                        |                       |
| |                        |                                       |                        |                              | A téli olimpiai játékok kezdete. |                       |                              |                        |                       |
| | 1924                   | VIII. nyári olimpiai játékok          | Párizs                 | Franciaország                |                                  | 1924                  | I. téli olimpiai játékok     | Chamonix               | Franciaország         |
| | 1928                   | IX. nyári olimpiai játékok            | Amszterdam             | Hollandia                    |                                  | 1928                  | II. téli olimpiai játékok    | St. Moritz             | Svájc                 |
| | 1932                   | X. nyári olimpiai játékok             | Los Angeles            | USA                          |                                  | 1932                  | III. téli olimpiai játékok   | Lake Placid            | USA                   |
| | 1936                   | XI. nyári olimpiai játékok            | Berlin                 | Németország                  |                                  | 1936                  | IV. téli olimpiai játékok    | Garmisch-Partenkirchen | Németország           |
| A 12. és 13. nyári olimpiai játékokat nem rendezték meg a második világháború miatt.                            |                        |                                       |                        |                              |                                  |                       |                              |                        |                       |
| | 1940                   | XII. nyári olimpiai játékok           | Helsinki               | Finnország                   |                                  | 1940                  | V. téli olimpiai játékok     | Garmisch-Partenkirchen | Németország           |
| | 1944                   | XIII. nyári olimpiai játékok          | London                 | Nagy-Britannia               |                                  | 1944                  | V. téli olimpiai játékok     | Cortina d’Ampezzo      | Olaszország           |
| | 1948                   | XIV. nyári olimpiai játékok           | London                 | Nagy-Britannia               |                                  | 1948                  | V. téli olimpiai játékok     | St. Moritz             | Svájc                 |
| | 1952                   | XV. nyári olimpiai játékok            | Helsinki               | Finnország                   |                                  | 1952                  | VI. téli olimpiai játékok    | Oslo                   | Norvégia              |
| | 1956                   | XVI. nyári olimpiai játékok           | Melbourne              | Ausztrália                   |                                  | 1956                  | VII. téli olimpiai játékok   | Cortina d’Ampezzo      | Olaszország           |
| | 1960                   | XVII. nyári olimpiai játékok          | Róma                   | Olaszország                  |                                  | 1960                  | VIII. téli olimpiai játékok  | Squaw Valley           | USA                   |
| | 1964                   | XVIII. nyári olimpiai játékok         | Tokió                  | Japán                        |                                  | 1964                  | IX. téli olimpiai játékok    | Innsbruck              | Ausztria              |
| | 1968                   | XIX. nyári olimpiai játékok           | Mexikóváros            | Mexikó                       |                                  | 1968                  | X. téli olimpiai játékok     | Grenoble               | Franciaország         |
| | 1972                   | XX. nyári olimpiai játékok            | München                | Német Szövetségi Köztársaság |                                  | 1972                  | XI. téli olimpiai játékok    | Szapporo               | Japán                 |
| | 1976                   | XXI. nyári olimpiai játékok           | Montréal               | Kanada                       |                                  | 1976                  | XII. téli olimpiai játékok   | Innsbruck              | Ausztria              |
| Középre | 1980                   | XXII. nyári olimpiai játékok          | Moszkva                | Szovjetunió                  |                                  | 1980                  | XIII. téli olimpiai játékok  | Lake Placid            | USA                   |
| | 1984                   | XXIII. nyári olimpiai játékok         | Los Angeles            | USA                          |                                  | 1984                  | XIV. téli olimpiai játékok   | Szarajevó              | Jugoszlávia           |
| | 1988                   | XXIV. nyári olimpiai játékok          | Szöul                  | Dél-Korea                    |                                  | 1988                  | XV. téli olimpiai játékok    | Calgary                | Kanada                |
| | 1992                   | XXV. nyári olimpiai játékok           | Barcelona              | Spanyolország                |                                  | 1992                  | XVI. téli olimpiai játékok   | Albertville            | Franciaország         |
| A 17. téli olimpiától kezdődően a téli játékokat nem a nyári olimpia évében, hanem két évvel korábban rendezik. |                        |                                       |                        |                              |                                  |                       |                              |                        |                       |
| | 1996                   | XXVI. nyári olimpiai játékok          | Atlanta                | USA                          |                                  | 1994                  | XVII. téli olimpiai játékok  | Lillehammer            | Norvégia              |
| | 2000                   | XXVII. nyári olimpiai játékok         | Sydney                 | Ausztrália                   |                                  | 1998                  | XVIII. téli olimpiai játékok | Nagano                 | Japán                 |
| | 2004                   | XXVIII. nyári olimpiai játékok        | Athén                  | Görögország                  |                                  | 2002                  | XIX. téli olimpiai játékok   | Salt Lake City         | USA                   |
| | 2008                   | XXIX. nyári olimpiai játékok          | Peking                 | Kína                         |                                  | 2006                  | XX. téli olimpiai játékok    | Torino                 | Olaszország           |
| | 2012                   | XXX. nyári olimpiai játékok           | London                 | Nagy-Britannia               |                                  | 2010                  | XXI. téli olimpiai játékok   | Vancouver              | Kanada                |
| | 2016                   | XXXI. nyári olimpiai játékok          | Rio de Janeiro         | Brazília                     |                                  | 2014                  | XXII. téli olimpiai játékok  | Szocsi                 | Oroszország           |
| | 2020                   | XXXII. nyári olimpiai játékok         | Tokió                  | · Japán                      |                                  | 2018                  | XXIII. téli olimpiai játékok | Phjongcshang           | · Dél-Korea           |
| | 2024                   | XXXIII. nyári olimpiai játékok        | Párizs                 | · Franciaország              |                                  | 2022                  | XXIV. téli olimpiai játékok  | Peking                 | · Kína                |
| | 2028                   | XXXIV. nyári olimpiai játékok         | Los Angeles            | USA                          |                                  | 2026                  | XXV. téli olimpiai játékok   | Milánó-Cortina         | Olaszország           |
| | 2032                   | XXXV. nyári olimpiai játékok          | Brisbane               | Ausztrália                   |                                  | 2030                  | XXVI. téli olimpiai játékok  | Francia-Alpok          | Franciaország         |
| | 2036                   | XXXVI. nyári olimpiai játékok         |                        |                              |                                  | 2034                  | XXVII. téli olimpiai játékok | Salt Lake City–Utah    | USA                   |

Az újkori nyári olimpiai játékok 1896 óta négyévente kerülnek megrendezésre. Az újkori játékok története során három alkalom volt, amikor a soron következő nyári olimpia elmaradt, egyáltalán nem rendezték meg. Ezt mindhárom esetben az éppen zajló világháborúk okozták, a háborús helyzet miatt döntött úgy a Nemzetközi Olimpiai Bizottság, hogy nem rendezi meg az éppen aktuálissá váló játékokat. A nyári játékoknál 1917 elején úgy döntött a NOB, hogy az elmaradt versenyeket is bele kell számítani a sorszámozásba, arra hivatkozva, hogy „egy olimpiát lehet meg nem tartani, de nem lehet elhalasztani”. Így 1912-ben az V., 1920-ban a VII., 1936-ban a XI., 1948-ban a XIV. nyári olimpiai játékokat rendezték.

### Elmaradt olimpiai játékok
Elmaradt nyári olimpiai játékok
- 1916. évi nyári olimpiai játékok, kijelölt helyszíne Berlin volt, az első világháború miatt maradt el.
- 1940. évi nyári olimpiai játékok, kijelölt helyszíne Helsinki volt, a második világháború miatt maradt el.
- 1944. évi nyári olimpiai játékok, kijelölt helyszíne London volt, a második világháború miatt maradt el.

Elmaradt téli olimpiai játékok
- 1940. évi téli olimpiai játékok, kijelölt helyszíne Garmisch-Partenkirchen volt, a második világháború miatt maradt el.
- 1944. évi téli olimpiai játékok, kijelölt helyszíne Cortina d’Ampezzo volt, a második világháború miatt maradt el.

### Elhalasztott olimpiai játékok
- A 2020. évi nyári olimpiai játékokat a koronavírus-járvány miatt elhalasztották 2021-re.

### Olimpiák módosult helyszínei
Nyári olimpiák módosult helyszínei
- 1904. évi nyári olimpiai játékok: Chicago helyett St. Louis – úgy döntött a kormány, hogy a játékokat a világkiállítással egy helyszínen rendezzék.
- 1908. évi nyári olimpiai játékok: Róma helyett London – a Vezúv 1906-os kitörése után az olasz kormány a játékokra szánt költségeket az újjáépítésre fordította.
- 1920. évi nyári olimpiai játékok: Budapest helyett Antwerpen – az első világháború után 1919-ben módosították a helyszínt, a vesztes országokat meg sem hívták a játékokra.
- 1940. évi nyári olimpiai játékok: Tokió helyett Helsinki, az 1937-ben kitört japán-kínai háború után vették el a rendezési jogot, végül a második világháború miatt elmaradt.

Téli olimpiák módosult helyszínei
- 1940. évi téli olimpiai játékok: Szapporo helyett Garmisch-Partenkirchen az 1937-ben kitört japán-kínai háború után vették el a rendezési jogot, végül a második világháború miatt elmaradt.
- 1976. évi téli olimpiai játékok: Denver helyett Innsbruck – helyi népszavazáson utasították el a rendezést az eredetileg kijelölt helyszínen.

### Hivatalos oldalak
- Nemzetközi Olimpiai Bizottság (angolul)
- Magyar Olimpiai Bizottság
- Az olimpia hivatalos magyar Facebook-oldala
- A 2010-es vancouveri téli játékok Archiválva 2009. október 25-i dátummal a Wayback Machine-ben (angolul)

### Más oldalak
- Dicolympic Szótár Olümpiától Szocsiig, 2014-ig (angolul)
- Olimpiai adatbázis (angolul)
- Az olimpiai játékok összes érmese (angolul)
- Olimpia.lap.hu
- A Budapesti Olimpiai Mozgalom weblapja
- A Sporthirado.hu olimpiai oldala
- Az olimpia története Archiválva 2012. november 7-i dátummal a Wayback Machine-ben (angolul)
- Az ó- és újkori olimpiai játékok (angolul)
- A téli olimpiák története a sielok.hu oldalon
- Az Index.hu (Sportgéza) összefoglalója a téli olimpiákról
- Olimpiai stadionok műholdas képei
- A 2012-es londoni nyári olimpia részt vevő országai éremsorrend szerint

### Könyvek
- Mező Ferenc: Az olympiai játékok története; előszó Klebelsberg Kuno; Országos Testnevelési Tanács, Budapest, 1929 (Országos Testnevelési Tanács könyvtára); hasonmásban: 2004
- Mező Ferenc: Az újkori olimpia. Athéntől Rómáig. 1896–1960; 2. átdolg. kiad.; Sport, Budapest, 1959
- Az olimpizmus szerepe a civilizáció fejlődésében. Tanulmányok; szerk. Győri Pál; Magyar Olimpiai Akadémia, Veszprém–Budapest, 1999
- Póczy Klára: Citius, altius, fortius. Gyorsabban, magasabbra, erősebben. Az athéni olimpiai játékok előzményei; Nemzeti Lap- és Könyvkiadó, Budapest, 2004
- Olimpiai játékok Athéntól Athénig, 1896–2004; összeáll. Gérard Schaller, Jacques Hennaux, főszerk. Gérard Ejnès, ford. Bárdos Miklós; Kossuth, Budapest, 2004
- Gallov Rezső: Olimpiák kezdetei, botrányai, furcsaságai, terroristái, főurai és a kínaiak Peking előtt; közrem. Medvegy Iván; Magyar Edzők Társasága, Budapest, 2008
- Kertész István: Ez történt Olümpiában. Az olümpiai játékok ókori története; TKK, Debrecen, 2008
- Nicola Chandler: Az Olimpia világa; magyar kieg. Hajas Attila, ford. Lakatos Zoltán; Nemzeti Tankönyvkiadó, Budapest, 2008
- Olimpiák, 1896–2008. Az újkori olimpiák története Athéntól Pekingig; magyar kieg. Farkas Ágnes, ford. Gerő M. Tamás; HVG Könyvek, Budapest, 2008
- Kis János: Az olimpiák krónikája; Európai Sport Hagyományőrző Egyesület–Dr. Mező Ferenc Olimpiai Baráti Kör, Nagykanizsa, 2010
- Takács Ferenc: Az olimpiák múltja, jelene, jövője; Magyar Olimpiai Bizottság, Budapest, 2012
- Radványi Benedek: 1984. A kettétört olimpia; Kék Európa Stúdió, Budapest, 2014
- Wolfgang Behringer: A sport kultúrtörténete. Az ókori olimpiáktól napjainkig; ford. Győri László; Budapest : Corvina, cop. 2014.
- Luciano Wernicke: A leghihetetlenebb olimpiai történetek; ford. Pataj Alexandra; Inverz Media, Budapest, 2021
- Kertész István: Az ókor olimpiai játékai; Rubicon Intézet, Budapest, 2023
- Az olimpiai játékok története; szerk. Brezvai Edit, ford. Sóskuthy György; IQ Press, Budapest, 2024 (Trend bookazine)